# Ameur Benali
Pour les articles homonymes, voir Benali.
Ameur Benali (en arabe : عامر بن علي), né le 28 février 1970 à Chlef (Algérie), est un footballeur international algérien, qui évoluait au poste du milieu de terrain, notamment au MC Alger. Il est originaire de la région de Ouacif en Kabylie. 
Il compte deux sélections en équipe nationale entre 1990 et 1997.

## Biographie
Ameur Benali reçoit deux sélections en équipe d'Algérie : la première en 1990, et la deuxième en 1997

## Palmarès
MC Alger
- Championnat d'Algérie (1) :
  - Champion : 1999

- Coupe de la Ligue d'Algerie (1) : 
  - Vainqueur : 1998